# 무화과나무

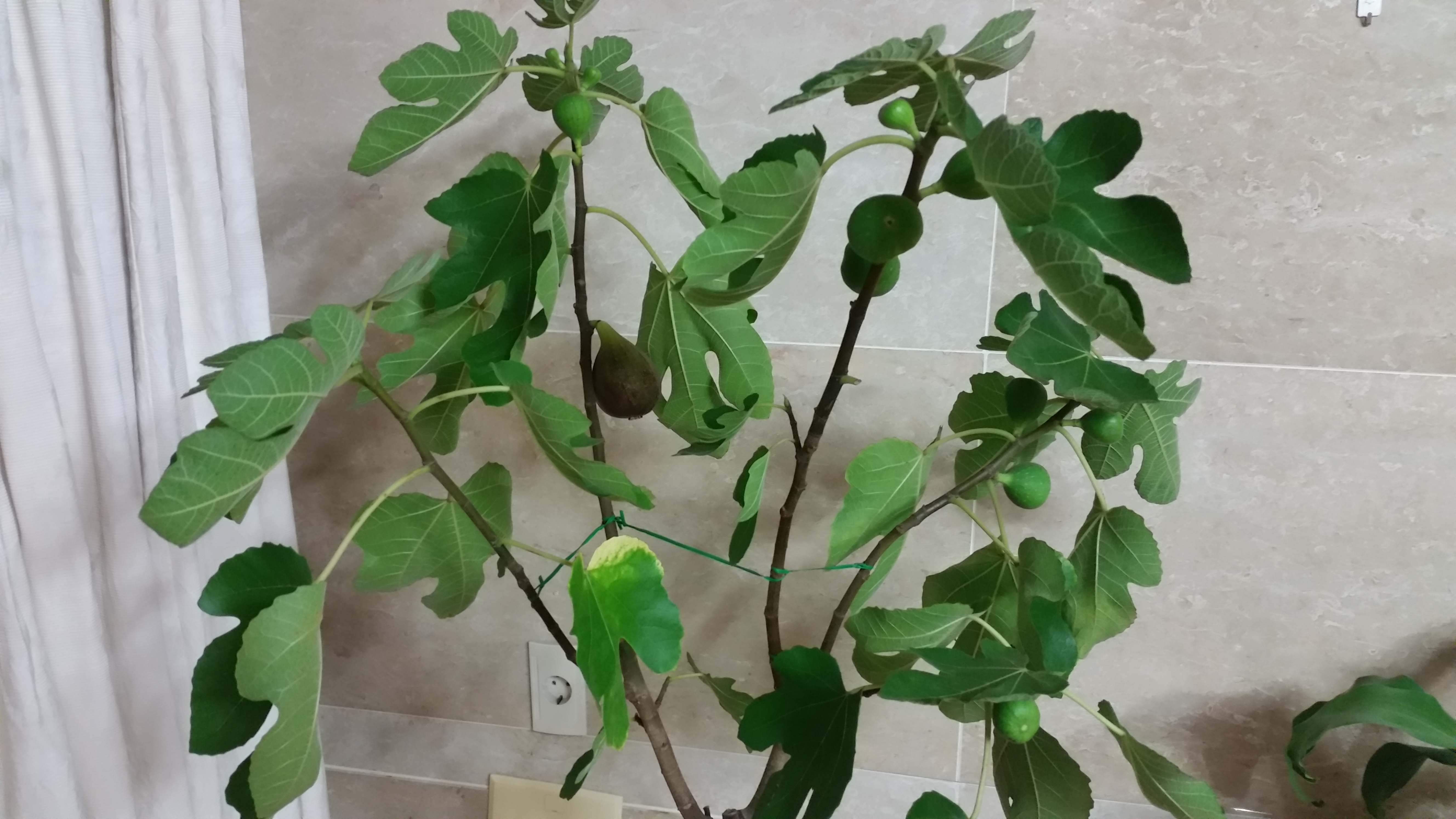
무화과열매

무화과나무(無花果-)는 뽕나무과에 속하는 나무이다. 아라비아 서부 및 지중해 연안 원산의 낙엽이 지는 활엽관목으로서, 뽕나무과 낙엽활엽관목으로 우리나라에서는 남부에서 재배한다. 높이는 3m가량이다. 열매는 무화과이다.

## 외관
잎은 크고 보통 손가락 모양으로 갈라져 있다. 봄에서 여름에 걸친 시기에 엷은 홍색의 꽃이 핀다. 무화과나무의 열매인 무화과는 꽃이 피지 않는 과실이라고 해서 무화과라고 하나 실제로 꽃은 과실 내에서 피며 외부로 나타나지 않을 뿐이다. 열매는 씨방이 큰 꽃받침 속에 형성되고 살이 많은 은화과이며 가을에 검은 자색으로 익는다.

## 효능
무화과는 단백질 분해효소인 피신이 함유되어 있어, 소화작용을 촉진시켜 주며, 펙틴이 풍부해 변비에 효과가 있다. 암 치료에 효과가 있는 벤즈알데히드를 함유하고 있는 점은 주목할 필요가 있다. 민간에서는 소화불량과 변비는 물론 설사와 각혈, 신경통, 빈혈, 부인병, 피부질환 등을 치료하는 데 활용한다.

## 서식지
| 무화과나무 생산량 – 2018 | 무화과나무 생산량 – 2018 |
| 국가                     | (톤)                     |
| ------------------------ | ------------------------ |
| 튀르키예                 | 306,499                  |
| 이집트                   | 189,339                  |
| 모로코                   | 128,380                  |
| 알제리                   | 109,214                  |
| 이란                     | 59,339                   |
| 스페인                   | 47,750                   |
| 시리아                   | 35,300                   |
| 미국                     | 28,874                   |
| 튀니지                   | 25,696                   |
| 알바니아                 | 24,448                   |
| 브라질                   | 23,674                   |
| 전 세계                  | 1,135,316                |
| 출처: 유엔 FAOSTAT       |                          |

아라비아 서부 및 지중해 연안이 원산지로, 한국에서는 중·남부와 제주도에 분포하고 있다.

## 같이 보기
- 과일
- 사과
- 포도
- 과수원